# Křemenáč dubový
Křemenáč dubový (Leccinum aurantiacum), nazývaný také křemenáč krvavý, je jedlá a chutná houba z čeledi hřibovité, z rodu křemenáč.

## Popis
Klobouk je u mladých plodnic polokulovitý, později vyklenutý až poduškovitý, 5–10 (18) cm široký, cihlově až krvavě červený. Rourky jsou u mladých plodnic bělavé, v dospělosti šedohnědavé, na řezu tmavnoucí. Jejich póry jsou drobné, okrouhlé, u mladých plodnic hnědookrové až hnědé, později světlejší až bělavé, poraněním nejprve růžoví, poté tmavnou. Třeň je válcovitý nebo kyjovitý, dosti silný, 8–10 (22) cm dlouhý a 2–4 cm tlustý, narezavělý, pokrytý červenorezavými až hnědočernými šupinami. Poraněná místa na třeni jsou červenorezavá až červenohnědá. Dužnina je bělavá až smetanová, poraněním růžovějící a posléze tmavnoucí až do černé; v bázi třeně modrozelenající.
Výtrusy jsou podobně velké jako u ostatních druhů křemenáčů, vřetenovitě protáhlé; výtrusný prach je hnědý.
Roste roztroušeně až hojně od června do října nejčastěji pod duby, vzácněji tvoří mykorrhizu i s topolem osikou. Areál rozšíření zahrnuje celou Evropu vyjma severských oblastí.